# پرنده شیرین جوانی (فیلم)
پرنده شیرین جوانی (انگلیسی: Sweet Bird of Youth) فیلمی به کارگردانی ریچارد بروکس است که در سال ۱۹۶۲ منتشر شد.

## بازیگران
- پل نیومن
- جرالدین پیج
- اد بگلی
- ریپ تورن
- کوری آلن
- مدلن شروود
- میلدرد دانوک
- روی گلن
- شرلی نایت